# Stazione di Chiaravalle
La stazione di Chiaravalle è una fermata ferroviaria posta sulla linea Roma-Ancona; si trova nel territorio comunale di Chiaravalle.

## Storia
Già stazione, venne trasformata in fermata il 10 settembre 2017.